# Valle del Torne

Ubicación tradicional de Meänmaa, entre Norrboten y Laponia finlandesa

El  valle del Torne  o Meänmaa (en finés: Tornionlaakso, en sueco: Tornedalen Meänkieli: Meänmaa) es un valle situado en la frontera entre Suecia y Finlandia. El nombre del valle proviene del río Torne, que lo atraviesa y termina desembocando en el golfo de Botnia.
La cara sueca del valle alberga una cultura propia, que tiene su propia identidad lingüística, el meänkieli. Se trata de un dialecto del finés, aunque a menudo se considera una lengua independiente. Sus hablantes son llamados "tornedalenses". La zona original de habla finlandesa se extiende más allá del valle, llegando hasta Gällivare.
- Datos: Q734149
- Multimedia: Meänmaa / Q734149